# Alpaida versicolor
Alpaida versicolor är en spindelart som först beskrevs av Eugen von Keyserling 1877.  Alpaida versicolor ingår i släktet Alpaida och familjen hjulspindlar. Inga underarter finns listade i Catalogue of Life.